# Меркадо, Питер
Питер Тейлор Меркадо Насарено (исп. Peter Taylor Mercado Nazareno; 1 декабря 1981, Гуаякиль, Эквадор) — эквадорский футболист, полузащитник.

## Биография
Зимой 2003 года перешёл в украинский клуб «Ворскла-Нефтегаз» из Полтавы. В Высшей лиге дебютировал 16 марта 2003 года в матче против «Александрии» (2:1). Меркадо стал первым эквадорским футболистом в чемпионате Украины. Летом 2004 года перешёл в криворожский «Кривбасс». Но вскоре покинул клуб. После выступал за эквадорские команды: «ЛДУ Лоя», «Эмелек», «Универсидад Католика» (Кито).
Завершил карьеру в 2016 году в составе «Депортиво Колон».